# لوئیز انریکه (بازیکن فوتبال، زاده ۱۹۴۹)
لوئیز انریکه (پرتغالی: Luiz Henrique؛ زادهٔ ۲۵ فوریهٔ ۱۹۴۹) بازیکن فوتبال اهل برزیل بود.
از باشگاه‌هایی که در آن بازی کرده است می‌توان به باشگاه فوتبال فلامینگو اشاره کرد.
وی همچنین در تیم ملی فوتبال برزیل بازی کرده است.